# ɤ̄
Cette page contient des caractères spéciaux ou non latins. S’ils s’affichent mal (▯, ?, etc.), consultez la page d’aide Unicode.
Ɤ̄ (minuscule : ɤ̄), ou cornes de bélier macron, est un graphème utilisé dans l’écriture du dan de l’Est. Il s’agit de la lettre cornes de bélier diacritée d’un macron.

## Représentations informatiques
Le cornes de bélier double accent aigu peut être représenté avec les caractères Unicode suivants :
- décomposé (Alphabet phonétique international, diacritiques)[1],[2],[3]

| formes    | représentations | chaînes de caractères | points de code | descriptions                                                |
| --------- | --------------- | --------------------- | -------------- | ----------------------------------------------------------- |
| majuscule | Ɤ̄               | ꟍ◌̄                    | U+A7CD U+0304  | lettre majuscule latine cornes de bélier diacritique macron |
| minuscule | ɤ̄               | ɤ◌̄                    | U+0264 U+0304  | lettre minuscule latine cornes de bélier diacritique macron |